# Démodocos de Léros
Pour les articles homonymes, voir Démodocos (homonymie).
Démodocos de Léros (en grec ancien : Δημόδoκος) est un poète grec, supposé avoir vécu au VIe siècle av. J.-C. sur l'île de Léros, colonie de Milet en mer Égée. Il a composé en distiques élégiaques et en iambes, et semble s'être spécialisé dans la poésie gnomique comme son contemporain probable, Phocylide de Milet. Peu de sa poésie nous est parvenue, préservée dans de brèves citations d'autres auteurs. 
Plusieurs épigrammes de l'Anthologie palatine lui sont attribuées, mais il s'agit d'apocryphes. 

## Sources
- (fr) Pierre Pellegrin (dir.) (trad. du grec ancien), Aristote : Œuvres complètes, Paris, Éditions Flammarion, 2014, 2923 p. (ISBN 978-2-08-127316-0)
- Denys L. Page, Further Greek Epigrams, Cambridge University Press, 1982, p.39-40.